# بخش برامگرتان
بخش برامگرتان یکی از بخشهای ایالت ارگو  در کشور سوئیس است.